# Markus Hipfl
Markus Hipfl (n. 26 de abril de 1978 en Wels, Austria) es un jugador de tenis austríaco que alcanzó una final individual en su carrera. Su mejor posición en el ranking mundial fue de Nº68 el 18 de febrero de 2002 y en su carrera lleva $787.050 dólares en premios.
Como junior se llevó el Orange Bowl en 1994 (menores de 16) y alcanzó la final del US Open en 1996. En Copa Davis su récord es de 10-3.

## Títulos (0)

### Finalista en individuales (1)
- 2001: Sankt Pölten (pierde ante Andrea Gaudenzi)